# Katanga (tỉnh)
Katanga trước đây là một đơn vị hành chính cấp tỉnh của Cộng hòa Dân chủ Congo, giáp biên giới với các tỉnh Lunda Norte, Lunda Sul và Moxico của Angola, các tỉnh Bắc-Tây Zambia, Copperbelt, Trung Zambia và Luapula của Zambia và hồ Tanganyika. Vùng tỉnh lị của Katanga là Lubumbashi. Tỉnh có diện tích 497.000 km², lớn hơn bang California của Hoa Kỳ và lớn hơn Bỉ 16 lần. Trồng trọt và chăn nuôi diễn ra trên cao nguyên Katanga. Phần phía đông của tỉnh là khu vực khai thác nhiều loại mỏ cung cấp cobalt, đồng, thiếc, radi, urani và kim cương. Tỉnh lị của tỉnh Katanga là Lubumbashi, là thành phố lớn thứ 2 ở quốc gia này.
Năm 2015, Katanga bị chia làm 4 tỉnh: Tanganyika, Thượng Lomami (Haut-Lomami), Lualaba và Thượng Katanga (Haut-Katanga). Lubumbashi trở thành tỉnh lị của tỉnh Thượng Katanga.